# Agnia-asteroid
Agnia-asteroiderna är en asteroidfamilj i huvudbältet. Asteroidfamiljen kallas även Liberatrix-familjen och är en grupp av asteroider som har liknande banelement och tros vara del av en större kropp som splittrats.
847 Agnia är prototyp och tillika den största asteroiden, med en beräknad diameter på drygt 28 km. Förutom Agnia ingår i gruppen bland andra 1020 Arcadia, 1228 Scabiosa, 2401 Aehlita  och 3395 Jitka. 